# Dirk Borchardt

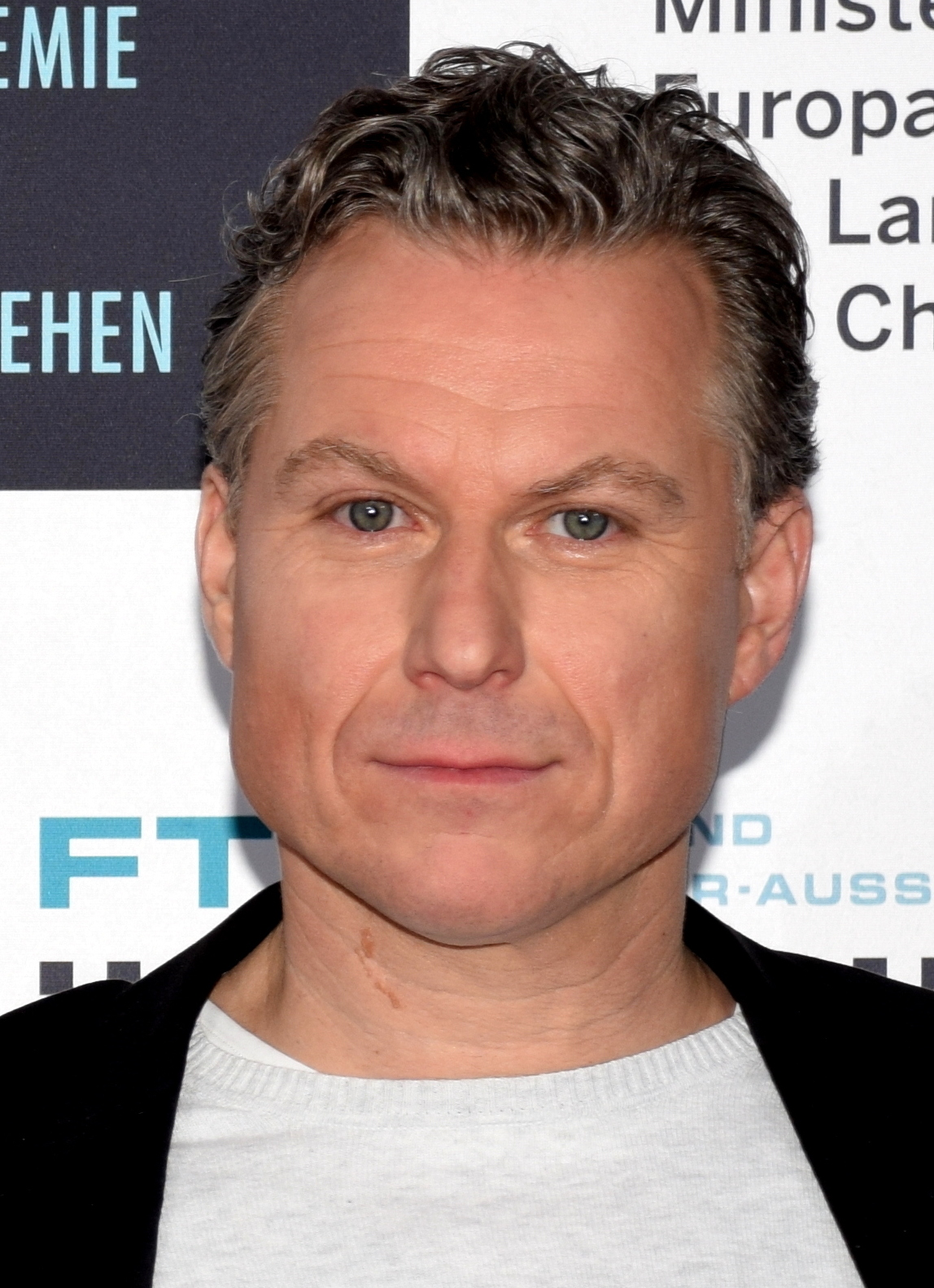
Dirk Borchardt, 2015

Dirk Borchardt (* 24. Februar 1969 in Berlin) ist ein deutscher Schauspieler.

## Leben
Nach dem Schauspielstudium von 1988 bis 1991 an der Schule für Darstellende Künste Die Etage in Berlin arbeitete Borchardt zunächst an verschiedenen Theatern.
1992 gab er als Bertram Köhler sein Fernsehdebüt in 24 Folgen der RTL-Fernsehserie Gute Zeiten, schlechte Zeiten. Seinen ersten Erfolg auf der Kinoleinwand hatte er 1999 an der Seite von Hilmar Thate in Andreas Kleinerts Wege in die Nacht. Seither stand er für viele namhafte Regisseure sowohl für Kino- als auch Fernsehproduktionen vor der Kamera, unter anderem für Dominik Graf, Carl Schenkel, Veit Helmer, Oliver Hirschbiegel, Hannes Stöhr, Urs Egger, Aelrun Goette, Stephan Wagner und Thorsten Näter. Seit 2017 ist Borchardt in der ARD-Fernsehreihe Praxis mit Meerblick an der Seite von Tanja Wedhorn als deren Ex-Mann und Anwalt Peer Kaminski in einer durchgehenden Serienrolle zu sehen. In der ZDF-Herzkino-Reihe Nächste Ausfahrt Glück spielt er seit 2020 die einstige Jugendliebe Juri der von Valerie Niehaus gespielten Kindergärtnerin Katharina Wegener.
Als Stuntkoordinator und Kampfchoreograph stand Borchardt unter anderem in Produktionen wie Hundsköpfe von Karsten Laske, Kombat Sechzehn von Mirko Borscht und 1. Mai – Helden bei der Arbeit sowie 66/67 – Fairplay war gestern von Ludwig und Glaser auch hinter der Kamera. Er ist Mitglied des Kampfchoreographen-Teams „Nervous Service“.
Borchardt war von 2015 bis 2019 mit der Schauspielerin Caroline Frier verheiratet. Seit Herbst 2021 ist er mit Katja Borchardt verheiratet und hat mit ihr einen gemeinsamen Sohn.

## Filmografie

### Filme
- 1999: Gierig
- 1999: Wege in die Nacht
- 1999: Fremde Freundin
- 2000: Tangled (Kurzfilm)
- 2001: Berlin is in Germany
- 2002: Der Felsen
- 2002: Hotte im Paradies
- 2004: Kleinruppin forever
- 2004: Der Untergang
- 2005: Kombat Sechzehn
- 2005: Katze im Sack
- 2005: Unter dem Eis
- 2006: Rabenbrüder
- 2007: An die Grenze
- 2007: Erlkönig
- 2008: 1. Mai – Helden bei der Arbeit
- 2008: Berlin Calling
- 2010: Die Toten vom Schwarzwald
- 2010: Keiner geht verloren
- 2010: Callgirl Undercover
- 2011: Am Ende die Hoffnung
- 2012: Der Fall Jakob von Metzler
- 2012: Die Holzbaronin
- 2013: Die Pastorin
- 2014: Kein Entkommen
- 2014: Verhängnisvolle Nähe
- 2014: Zwei mitten im Leben
- 2015: Zwei Familien auf der Palme
- 2015: Auf der Straße
- 2016: Das Geheimnis der Hebamme
- 2016: Die Dasslers – Pioniere, Brüder und Rivalen (Zweiteiler)
- 2016: Die Glasbläserin
- 2017: Toter Winkel
- 2017: Am Ruder
- 2018: Fünf Freunde und das Tal der Dinosaurier
- 2018: Jenseits der Angst
- 2019: Schwiegereltern im Busch
- 2021: Tödliche Gier
- 2021: Das Lied des toten Mädchens
- 2024: Wenn Papa auf der Matte steht

### Fernsehserien und -reihen
- 1992: Gute Zeiten, schlechte Zeiten (24 Folgen)
- 1996: Max Wolkenstein (Folge Die Band)
- 1998: Ein Mord für Quandt (Folge Jagdfieber)
- 1998: Dr. Sommerfeld – Neues vom Bülowbogen (Folge Von Menschen und Tieren)
- 2001: Medicopter 117 – Jedes Leben zählt (Folge Kokain)
- 2002: Berlin, Berlin (2 Folgen)
- 2002: Tatort: Bienzle und der süße Tod (Fernsehreihe)
- 2002, 2005: Wolffs Revier (verschiedene Rollen, 2 Folgen)
- 2004: Tatort: Odins Rache (Fernsehreihe)
- 2004–2014: Alarm für Cobra 11 – Die Autobahnpolizei (verschiedene Rollen, 4 Folgen)
- 2005: Tatort: Tod auf der Walz (Fernsehreihe)
- 2006–2022: SOKO Leipzig (verschiedene Rollen, 4 Folgen)
- 2006: Tatort: Der Lippenstiftmörder (Fernsehreihe)
- 2006: SOKO Wismar (Folge Seitenwechsel)
- 2007: R. I. S. – Die Sprache der Toten (Folge Freund und Feind)
- 2008: Tatort: Das schwarze Grab (Fernsehreihe)
- 2008: Polizeiruf 110: Geliebter Mörder (Fernsehreihe)
- 2008: Polizeiruf 110: Eine Maria aus Stettin (Fernsehreihe)
- 2009: Polizeiruf 110: Klick gemacht (Fernsehreihe)
- 2009: Küstenwache (Folge Mayday)
- 2009: Kommissar Stolberg (Folge Die Nacht vor der Hochzeit)
- 2009: Großstadtrevier (Folge Heikle Mission)
- 2009: Notruf Hafenkante (Folge Gefährlicher Chat)
- 2010: Tatort: Königskinder (Fernsehreihe)
- 2010: Tatort: Heimwärts (Fernsehreihe)
- 2010: Siebenstein (Folge Rocker Rudi)
- 2010: SOKO Köln (Folge Die Frau im hellen Mantel)
- 2011: Stubbe – Von Fall zu Fall: Der Stolz der Familie (Fernsehreihe)
- 2011: Der letzte Bulle (Folge Wer findet, der stirbt)
- 2011: Tatort: Borowski und die Frau am Fenster (Fernsehreihe)
- 2011: SOKO Wismar (Folge Neandertal ist überall)
- 2011: Ein starkes Team: Tödliches Schweigen (Fernsehreihe)
- 2011: Ein Fall für zwei (Folge Dunkle Schatten)
- 2011: Hannah Mangold & Lucy Palm (Fernsehreihe)
- 2012: Countdown – Die Jagd beginnt (Folge Nutte Nr. 5)
- 2012: Marie Brand und die falsche Frau (Fernsehreihe)
- 2012: Letzte Spur Berlin (Folge Verhängnis)
- 2013: Hannah Mangold & Lucy Palm – Tot im Wald (Fernsehreihe)
- 2012: Polizeiruf 110: Stillschweigen
- 2012: SOKO Stuttgart (Folge Mord & Malerei)
- 2013–2014: Danni Lowinski (16 Folgen)
- 2013: Kripo Holstein – Mord und Meer (Folge Wettlauf gegen den Tod)
- 2014: Der Staatsanwalt (Folge Vaterliebe)
- 2014: Der Kriminalist (Folge Die barfüßige Prinzessin)
- 2014: Der Usedom-Krimi: Mörderhus (Fernsehreihe)
- 2014: Ein starkes Team: Späte Rache (Fernsehreihe)
- 2015: SOKO Köln (Folge Knockout)
- 2015: Ein Fall für zwei (Folge Grüne Soße)
- 2015: Schuld nach Ferdinand von Schirach (Folge DNA)
- 2016: Marie Brand und die Schatten der Vergangenheit (Fernsehreihe)
- 2016: Tatort: Hundstage (Fernsehreihe)
- 2016: Bettys Diagnose (Folge Annäherungen)
- 2016: Die Toten vom Bodensee – Stille Wasser (Fernsehreihe)
- 2016: Die Chefin (Folge Oktoberfest)
- 2017: Heldt (Folge Interne Ermittlung)
- 2017: Notruf Hafenkante (Folge Sprache der Stärke)
- 2017: Die Eifelpraxis – Väter und ihre Söhne (Fernsehreihe)
- 2017: Ein starkes Team: Tod und Liebe (Fernsehreihe)
- 2017: Die Füchsin – Spur auf der Halde (Fernsehreihe)
- 2017: Unter Verdacht: Verlorene Sicherheit (Fernsehreihe)
- 2018: Charlotte Link – Die Betrogene (Fernsehreihe)
- 2018: Polizeiruf 110: Crash
- 2018: Tatort: KI
- 2018: Der Prag-Krimi: Die Wasserleiche (Fernsehreihe)
- 2018–2025: Praxis mit Meerblick (Fernsehserie)
  - 2018: Brüder und Söhne (Folge 2)
  - 2018: Der Prozess (Folge 3)
  - 2019: Unter Campern (Folge 4)
  - 2019: Der einsame Schwimmer (Folge 5)
  - 2019: Auf zu neuen Ufern (Folge 6)
  - 2020: Alte Freunde (Folge 7)
  - 2020: Sehnsucht (Folge 8)
  - 2020: Familienbande (Folge 9)
  - 2021: Herzklopfen (Folge 10)
  - 2021: Vatertag auf Rügen (Folge 11)
  - 2021: Hart am Wind (Folge 12)
  - 2022: Mutter und Sohn (Folge 13)
  - 2022: Was wirklich zählt (Folge 14)
  - 2024: Schiffbruch (Folge 21)
  - 2024: Geheimnisse (Folge 22)
  - 2025: Volle Kraft voraus (Folge 23)
  - 2025: Verlobung mit Hindernissen (Folge 24)
  - 2025: Neun Leben (Folge 25)
  - 2025: Romeo & Julia (Folge 26)
- seit 2019: Die Jägerin (Fernsehreihe)
  - 2019: Gegen die Angst
  - 2021: Nach eigenem Gesetz
  - 2023: Riskante Sicherheit
  - 2025: Gegen die Wut
- 2019: Das Traumschiff – Sambia (Fernsehreihe)
- 2020: SOKO Köln (Folge Schlangengrube)
- seit 2021: Nächste Ausfahrt Glück (Fernsehreihe)
  - 2021: Juris Rückkehr
  - 2021: Beste Freundinnen
  - 2022: Der richtige Vater
  - 2022: Song für die Freiheit
  - 2023: Familienbesuch
  - 2023: Katharinas Entscheidung
  - 2024: Übers Ziel hinaus
  - 2024: Endlich ich
- 2022: Der Bozen-Krimi: Vergeltung (Fernsehreihe)
- 2023: Friesland: Artenvielfalt (Fernsehreihe)
- 2025: Der Galicien-Krimi: Die Tote vom Jakobsweg (Fernsehreihe)
- 2025: Stralsund: Blutgeld